# Charchilla
Charchilla – miejscowość i gmina we Francji, w regionie Burgundia-Franche-Comté, w departamencie Jura.
Według danych na rok 1990 gminę zamieszkiwało 251 osób, a gęstość zaludnienia wynosiła 37 osób/km² (wśród 1786 gmin Franche-Comté Charchilla plasuje się na 497. miejscu pod względem liczby ludności, natomiast pod względem powierzchni na miejscu 660.).